# Carlyle Glean
Carlyle Arnold Glean (ur. 11 lutego 1932 w Gouyave,  zm. 21 grudnia 2021) – grenadyjski polityk, Gubernator generalny Grenady od 27 listopada 2008 do 7 maja 2013.

## Życiorys
Był wykładowcą akademickim. W latach 1990–1995 zajmował stanowisko ministra edukacji w rządzie premiera Nicholasa Brathwaite.
27 listopada 2008 został 5. gubernatorem generalnym Grenady.
Zmarł 21 grudnia 2021.